# 大国 (令制国)
大国（たいこく、たいごく）とは、律令国の等級区分の一つである。

## 概要
古代の日本で律令制が布かれた時代に定められた。朝廷は中央集権体制を確立することを目的とし、地方行政区画の一環として国力（課丁、管田、貢賦等の規模）により諸国を四等級に分け、行政上の決裁を行った。

## 延喜式による大国の一覧
延喜式が策定された10世紀頃の等級分類では、以下の13ヶ国が大国とされていた。
- 大和国
- 河内国
- 伊勢国
- 武蔵国
- 上総国（親王任国）
- 下総国
- 常陸国（親王任国）
- 近江国
- 上野国（親王任国）
- 陸奥国
- 越前国
- 播磨国
- 肥後国

## 等級区分
国力による分類
- 大国 - 上国 - 中国 - 下国

畿内からの距離による分類
- 近国 - 中国 - 遠国